# Homolobus alternipes
Homolobus alternipes är en stekelart som beskrevs av Van Achterberg 1979. Homolobus alternipes ingår i släktet Homolobus och familjen bracksteklar. Inga underarter finns listade i Catalogue of Life.